# 座主
座主（ざす）
1. 仏教用語 - 住職最上位の別称。一般には天台宗を代表する僧侶への敬称。
2. 法制史用語 - 中国の科挙における試験官職

## 座主 (仏教用語)
仏教用語における座主とは、一般に日本の天台宗のトップ、天台座主（法主）の事を指す。
本来は仏教寺院において衆僧を束ねられる程の力量を持った僧や住持の事を指すが、後に延暦寺においてトップの僧を座主と呼ぶようになり、天台宗全体を統括するため、朝廷の承認が必要となった。平安時代には天台座主の地位を巡って延暦寺と園城寺の間で激しい抗争が繰り広げられた。鎌倉時代以降は主として皇族が就任しているようである。明治の廃仏毀釈以降は朝廷の承認がなくなり、天台宗管長の敬称として使用されるようになった。
また、延暦寺以外に金剛峯寺・醍醐寺・法性寺・元慶寺・彦山霊仙寺などの寺院でも使用されている。

## 座主 (法制史用語)
座主は、中国の科挙における試験官を指す言葉である。科挙受験後、合格者は選抜してくれたことへの感謝の意を込めて担当試験官を訪問し、そこで師弟の契りを結ぶ。その時、試験官をその場の主と言う意味で「座主」と呼んだ。
科挙及第者と担当試験官との間の私的な関係という面では、問題のないものと見えるが、これが機縁となって、科挙官僚中に党派が生まれ、それが党争に発展する温床となった。そのため北宋代にその弊害を除去することを目的として、殿試の制度が生まれた。つまり、最終的な試験官が皇帝ということになれば、座主は皇帝であるから、官僚中の派閥とは無関係に、皇帝と個々の科挙官僚との間に師弟の関係ができるという論理である。